# رویال فالکون

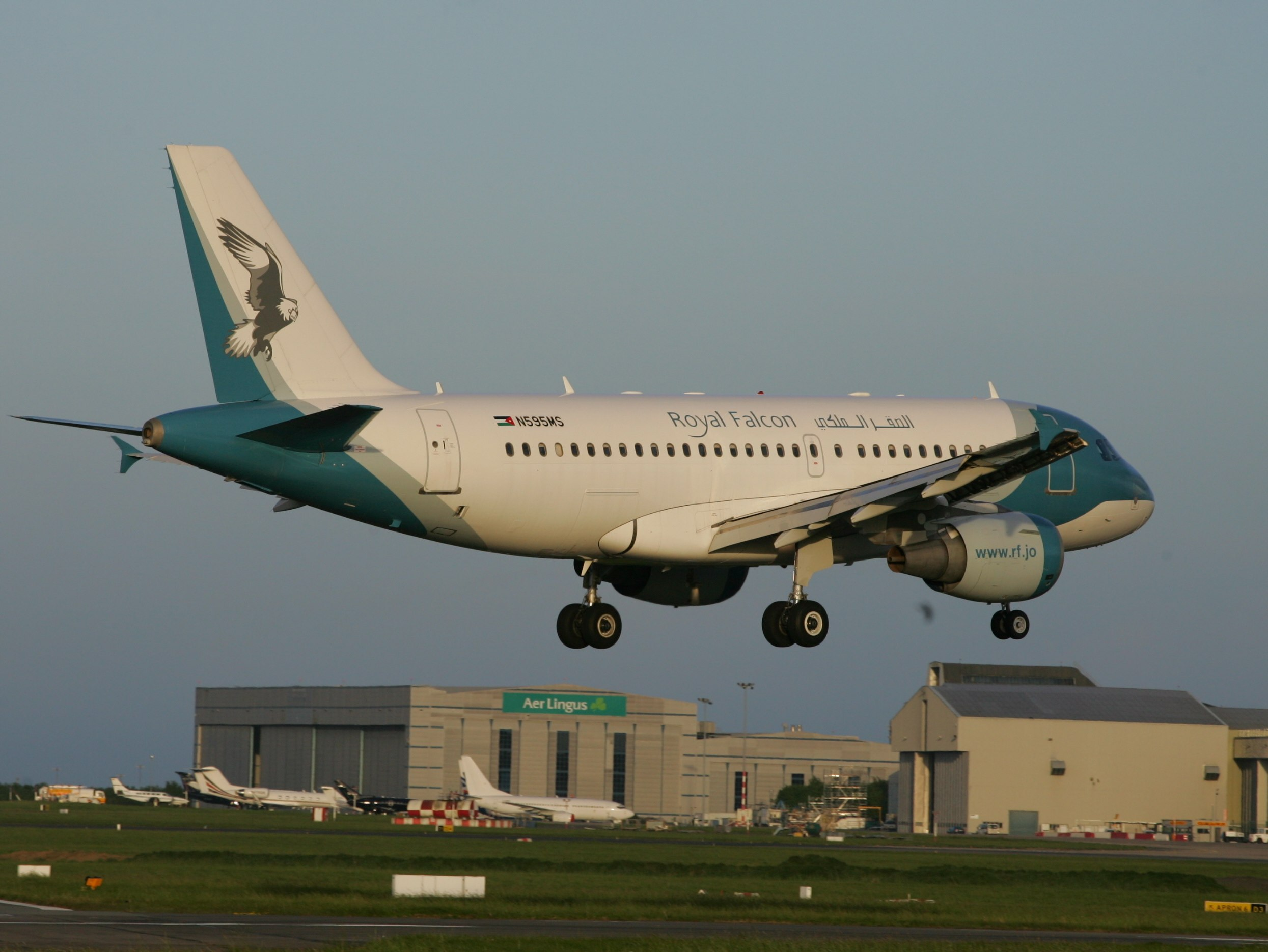
خانواده ایرباس ای۳۲۰ رویال فالکون.

رویال فالکون (به انگلیسی: Royal Falcon) یک شرکت هواپیمایی با کد یاتا RL است که در تاریخ ۲۰۰۷ میلادی تأسیس شده است.
دفتر مرکزی رویال فالکون در امان واقع شده‌است و قطب این شرکت هواپیمایی در فرودگاه بین‌المللی ملکه علیا قرار دارد و به ۸ مقصد، پرواز مستقیم انجام می‌دهد.

## مقصدهای پروازی
عراق
- اربیل - فرودگاه بین‌المللی اربیل
- نجف - فرودگاه بین‌المللی نجف
- موصل - فرودگاه بین‌المللی موصل

 اردن
- امان - فرودگاه بین‌المللی ملکه علیا

 عربستان سعودی
- جده - فرودگاه بین‌المللی ملک عبدالعزیز

 مصر
- قاهره - فرودگاه بین‌المللی قاهره

 امارات متحده عربی
- ابوظبی - فرودگاه بین‌المللی ابوظبی

## ناوگان

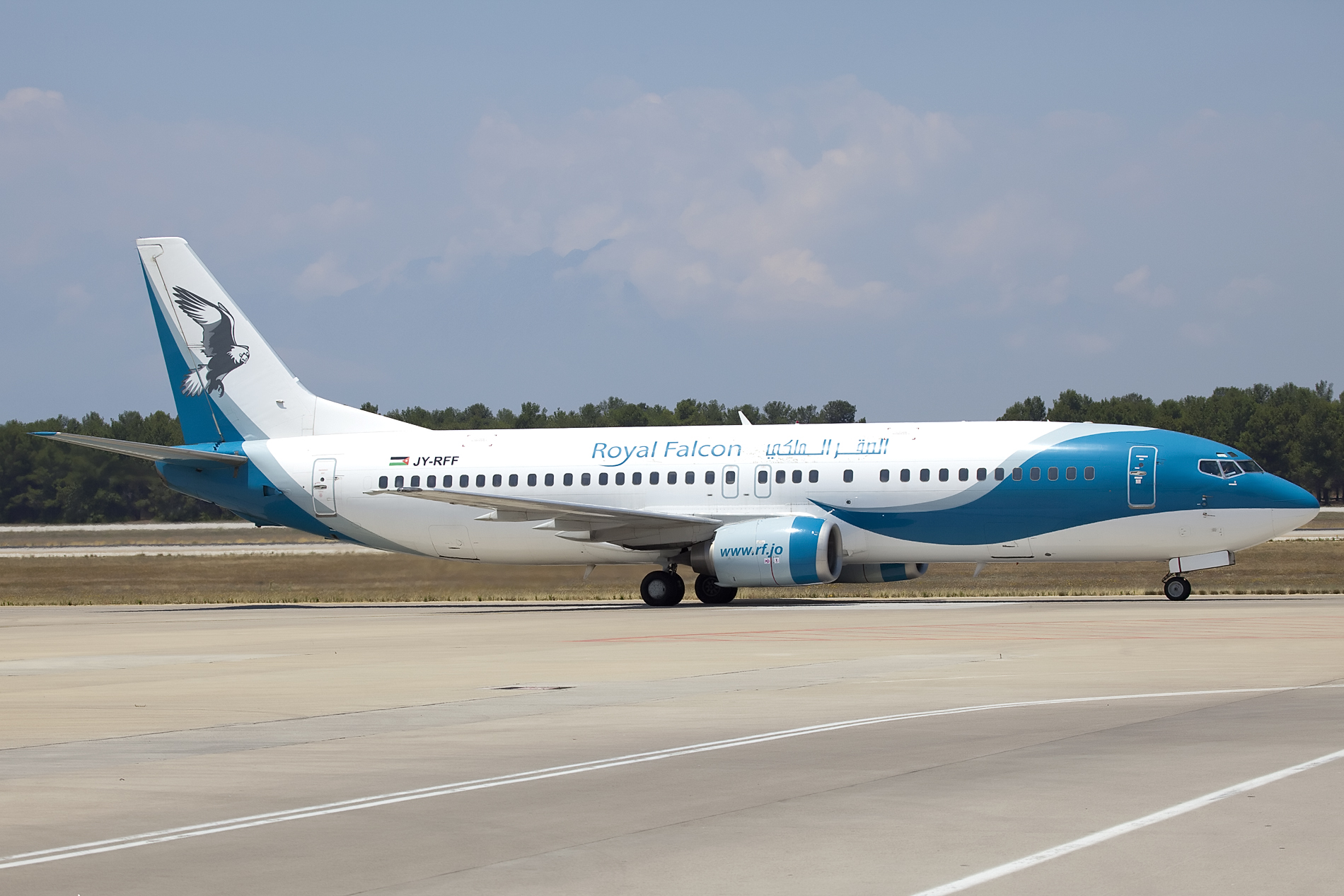
Boeing ۷۳۷-۴۰۰ رویال فالکون.

ناوگان هوایی رویال فالکون به شرح زیر است: